# Rynek podstawowy
Rynek podstawowy (rynek oficjalnych notowań giełdowych) – jeden z dwóch segmentów rynku giełdowego, przeznaczony dla papierów wartościowych dopuszczonych do publicznego obrotu, charakteryzujących się odpowiednio wysokim kapitałem i wysoką płynnością. Indeksem rynku podstawowego i równoległego w Polsce jest WIG. Wcześniej indeksem rynku równoległego był odrębny indeks: Warszawski Indeks Rynku Równoległego (WIRR). 16 marca 2007 WIRR został zastąpiony indeksem sWIG80, który obecnie wchodzi w skład indeksu WIG.

## Warunki dotyczące notowania spółki na rynku podstawowym
- Sporządzenie i zatwierdzenie odpowiedniego dokumentu informacyjnego przez właściwy organ nadzoru, chyba że sporządzenie i zatwierdzenie dokumentu informacyjnego nie jest wymagane;
- w stosunku do emitenta nie toczy się postępowanie upadłościowe lub likwidacyjne;
- zbywalność akcji nie jest ograniczona;
- wszystkie wyemitowane akcje danego rodzaju zostały objęte wnioskiem o dopuszczenie do obrotu giełdowego;
- wartość akcji objętych wnioskiem, lub wartość kapitałów własnych emitenta wynosi równowartość w złotych co najmniej 1.000.000 euro;
- akcje objęte wnioskiem znajdujące się w posiadaniu akcjonariuszy, z których każdy posiada nie więcej niż 5% ogólnej liczby głosów na walnym zgromadzeniu, stanowią co najmniej 25% wszystkich akcji spółki, lub w posiadaniu akcjonariuszy, z których każdy posiada nie więcej niż 5% ogólnej liczby głosów na walnym zgromadzeniu, znajduje się co najmniej 500.000 akcji spółki o łącznej wartości wynoszącej równowartość w złotych co najmniej 15.000.000 EURO;
- emitent publikował sprawozdania finansowe wraz z opinią podmiotu uprawnionego do ich badania przez co najmniej trzy kolejne lata obrotowe poprzedzające złożenie wniosku o dopuszczenie, lub spółka podała do publicznej wiadomości, w sposób określony w odrębnych przepisach, informacje umożliwiające inwestorom ocenę jej sytuacji finansowej i gospodarczej oraz ryzyka związanego z nabywaniem akcji objętych wnioskiem, w przypadku gdy za dopuszczeniem do obrotu na rynku oficjalnych notowań przemawia uzasadniony interes spółki lub inwestorów.